# Prost AP03
Prost AP03 — гоночный автомобиль Формулы-1 команды Prost Grand Prix. Участвовал в Чемпионате мира Формулы-1 сезона 2000 года.

## История
Состав гонщиков команды в 2000 году полностью поменялся. Места за рулём AP03 получили экс-напарник руководителя команды Алена Проста по Ferrari француз Жан Алези и Чемпион Formula 3000 немец Ник Хайдфельд.
Шасси AP03 получилось очень медленным и ненадёжным. Гонщикам команды ни разу не удалось финишировать в очках. Кроме того они несколько раз сталкивались друг с другом на трассе.

## Результаты в гонках
| Год  | Шасси      | Двигатель             | Шины | Пилоты    | 1    | 2    | 3    | 4    | 5    | 6   | 7    | 8    | 9   | 10   | 11   | 12   | 13   | 14   | 15   | 16   | 17   | Место | Очки |
| ---- | ---------- | --------------------- | ---- | --------- | ---- | ---- | ---- | ---- | ---- | --- | ---- | ---- | --- | ---- | ---- | ---- | ---- | ---- | ---- | ---- | ---- | ----- | ---- |
| 2000 | Prost AP03 | Peugeot A20, V10, 3,0 | B    |           | АВС  | БРА  | САН  | ВЕЛ  | ИСП  | ЕВР | МОН  | КАН  | ФРА | АВТ  | ГЕР  | ВЕН  | БЕЛ  | ИТА  | США  | ЯПО  | МАЛ  | НКЛ   | 0    |
| 2000 | Prost AP03 | Peugeot A20, V10, 3,0 | B    | Алези     | Сход | Сход | Сход | 10   | Сход | 9   | Сход | Сход | 14  | Сход | Сход | Сход | Сход | 12   | Сход | Сход | 11   | НКЛ   | 0    |
| 2000 | Prost AP03 | Peugeot A20, V10, 3,0 | B    | Хайдфельд | 9    | Сход | Сход | Сход | 16   | ДСК | 8    | Сход | 12  | Сход | 12   | Сход | Сход | Сход | 9    | Сход | Сход | НКЛ   | 0    |

| Легенда к таблице |                                                                    |
| --- | ------------------------------------------------------------------ |
| В таблице перечислены результаты всех Гран-при Формулы-1, в которых использовался автомобиль. Строками таблицы являются сезоны, столбцами — этапы чемпионата мира. В каждой клетке указаны сокращённое название этапа и результат, дополнительно обозначенный цветом. Расшифровка обозначений и цветов представлена в нижеследующей таблице. |                                                                    |
| \| Пример \| Описание \| \| ------------ \| ------------------------------------------------------------------ \| \| 1 \| Победитель \| \| 2 \| Второе место \| \| 3 \| Третье место \| \| 5 \| Финишировал, заработав очки \| \| Сход \| Не финишировал, но при этом заработал очки \| \| 12 \| Финишировал, не получив очков \| \| НКЛ \| Финишировал, но не попал в финальную классификацию \| \| 15 \| Участвовал вне зачёта, либо по отдельной классификации \| \| 18 \| Не финишировал, но попал в финальную классификацию \| \| Сход \| Не финишировал \| \| НКВ \| Не прошёл квалификацию \| \| НПКВ \| Не прошёл предквалификацию \| \| ДСК \| Дисквалифицирован \| \| ИСК \| Исключён из протокола соревнований \| \| ТТ \| Заявлен для участия только в тренировках \| \| НС \| Участвовал в квалификации, но не стартовал в гонке \| \| Т \| Травмирован или болен \| \| ОТК \| Отказ от участия \| \| НТР \| Прибыл на соревнования, но на трассу не выезжал \| \| НПР \| Был заявлен в числе участников, но не прибыл к началу соревнований \| \| О \| Соревнования отменены \| \| \| Не участвовал \| \| Поул-позиция \| \| \| Быстрый круг \| \| |                                                                    |
| Пример | Описание                                                           |
| 1 | Победитель                                                         |
| 2 | Второе место                                                       |
| 3 | Третье место                                                       |
| 5 | Финишировал, заработав очки                                        |
| Сход | Не финишировал, но при этом заработал очки                         |
| 12 | Финишировал, не получив очков                                      |
| НКЛ | Финишировал, но не попал в финальную классификацию                 |
| 15 | Участвовал вне зачёта, либо по отдельной классификации             |
| 18 | Не финишировал, но попал в финальную классификацию                 |
| Сход | Не финишировал                                                     |
| НКВ | Не прошёл квалификацию                                             |
| НПКВ | Не прошёл предквалификацию                                         |
| ДСК | Дисквалифицирован                                                  |
| ИСК | Исключён из протокола соревнований                                 |
| ТТ | Заявлен для участия только в тренировках                           |
| НС | Участвовал в квалификации, но не стартовал в гонке                 |
| Т | Травмирован или болен                                              |
| ОТК | Отказ от участия                                                   |
| НТР | Прибыл на соревнования, но на трассу не выезжал                    |
| НПР | Был заявлен в числе участников, но не прибыл к началу соревнований |
| О | Соревнования отменены                                              |
| | Не участвовал                                                      |
| Поул-позиция |                                                                    |
| Быстрый круг |                                                                    |